# Diploglossus
Genre
Diploglossus est un genre de sauriens de la famille des Diploglossidae.

## Répartition
Les 17 espèces de ce genre se rencontrent aux Antilles, au Mexique, en Amérique centrale et en Amérique du Sud.

## Liste des espèces
Selon The Reptile Database (29 avril 2014) :
- Diploglossus atitlanensis (Smith, 1950)
- Diploglossus bilobatus (O'Shaughnessy, 1874)
- Diploglossus delasagra (Cocteau, 1838)
- Diploglossus fasciatus (Gray, 1831)
- Diploglossus garridoi Thomas & Hedges, 1998
- Diploglossus ingridae Werler & Campbell, 2004
- Diploglossus legnotus Campbell & Camarillo, 1994
- Diploglossus lessonae Peracca, 1890
- Diploglossus microcephalus (Hallowell, 1856)
- Diploglossus microlepis (Gray, 1831)
- Diploglossus millepunctatus O'Shaughnessy, 1874
- Diploglossus monotropis (Kuhl, 1820)
- Diploglossus montisilvestris Myers, 1973
- Diploglossus montisserrati Underwood, 1964
- Diploglossus nigropunctatus Barbour & Shreve, 1937
- Diploglossus owenii Duméril & Bibron, 1839
- Diploglossus pleii Duméril & Bibron, 1839

## Publication originale
- Wiegmann, 1834 : Herpetologia mexicana, seu Descriptio amphibiorum Novae Hispaniae quae itineribus comitis De Sack, Ferdinandi Deppe et Chr. Guil. Schiede in Museum zoologicum Berolinense pervenerunt. Pars prima saurorum species amplectens, adjecto systematis saurorum prodromo, additisque multis in hunc amphibiorum ordinem observationibus. Lüderitz, Berlin, p. 1-54 (texte intégral).